# Écurie Piston Sport Auto
 (juin 2023).
La mise en forme du texte ne suit pas les recommandations de Wikipédia : il faut le « wikifier ».
Les points d'amélioration suivants sont les cas les plus fréquents. Le détail des points à revoir est peut-être précisé sur la page de discussion.
- Les titres sont pré-formatés par le logiciel. Ils ne sont ni en capitales, ni en gras.
- Le texte ne doit pas être écrit en capitales (les noms de famille non plus), ni en gras, ni en italique, ni en « petit »…
- Le gras n'est utilisé que pour surligner le titre de l'article dans l'introduction, une seule fois.
- L'italique est rarement utilisé : mots en langue étrangère, titres d'œuvres, noms de bateaux, etc.
- Les citations ne sont pas en italique mais en corps de texte normal. Elles sont entourées par des guillemets français : « et ».
- Les listes à puces sont à éviter, des paragraphes rédigés étant largement préférés. Les tableaux sont à réserver à la présentation de données structurées (résultats, etc.).
- Les appels de note de bas de page (petits chiffres en exposant, introduits par l'outil «  Source ») sont à placer entre la fin de phrase et le point final[comme ça].
- Les liens internes (vers d'autres articles de Wikipédia) sont à choisir avec parcimonie. Créez des liens vers des articles approfondissant le sujet. Les termes génériques sans rapport avec le sujet sont à éviter, ainsi que les répétitions de liens vers un même terme.
- Les liens externes sont à placer uniquement dans une section « Liens externes », à la fin de l'article. Ces liens sont à choisir avec parcimonie suivant les règles définies. Si un lien sert de source à l'article, son insertion dans le texte est à faire par les notes de bas de page.
- La présentation des références doit suivre les conventions bibliographiques. Il est recommandé d'utiliser les modèles {{Ouvrage}}, {{Chapitre}}, {{Article}}, {{Lien web}} et/ou {{Bibliographie}}. Le mode d'édition visuel peut mettre en forme automatiquement les références.
- Insérer une infobox (cadre d'informations à droite) n'est pas obligatoire pour parachever la mise en page.

Pour une aide détaillée, merci de consulter Aide:Wikification.
Si vous pensez que ces points ont été résolus, vous pouvez retirer ce bandeau et améliorer la mise en forme d'un autre article.
L'Écurie Piston Sport Auto (EPSA) est une association lyonnaise.
Il s'agit plus précisément d'une association loi de 1901 d'élèves-ingénieurs de l'École centrale de Lyon pour la conception, la production – en mixité professionnelle avec un ensemble de partenaires pédagogiques rhônalpins –, l'intégration et la validation de véhicules écologiques prototypes de compétition.
Initialement engagée dans le Challenge SIA puis dans le Trophée SIA, l’Écurie ouvre en 2013 la participation de ses prototypes automobiles au Rallye Monte Carlo des Énergies Nouvelles et au Formula Student.

## Historique de l'EPSA

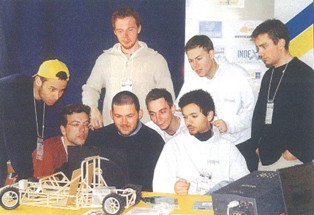
8 Centraliens 3A ECL'2002 - principaux fondateurs de l'Écurie - autour de la maquette du 1er véhicule Winttim.

L'écurie a été créée en novembre 2001 dans le cadre du cours « Engineering System - Systèmes d'Ingénierie » (ESY) des options « Transports Terrestres » et « Ingénierie Mécanique » de 3e année ECL afin de développer au sein de l'École centrale de Lyon les sports mécaniques et l'ingénierie de systèmes automobiles.
Succédant au Club Solex de l'école, l'un de ses objectifs pédagogiques premiers fut de former - en grandeur réelle et sur un exemple concret - les centraliens de la promotion 2002 à la complexité de l'ingénierie des systèmes mécatroniques innovants et de demander à l'ensemble des 44 élèves-ingénieurs du cours ESY la conception collective et la livraison en temps et en heure d'un véhicule de compétition apte à participer au premier Challenge SIA.
Sous la direction de projet de Nicolas Goursot (ECL'2002), assisté de Maxime Lebech (ECL'2002), Sébastien Fremiot (ECL'2002), Christophe Picquet (ECL'2002), Laurent Doradoux (ECL'2002) et Jean Bitoun (ECL'2002), les 44 élèves-ingénieurs conçoivent et livrent en 8 mois calendaires le premier prototype de l'écurie : le véhicule thermique Winttim fonctionnel et performant.

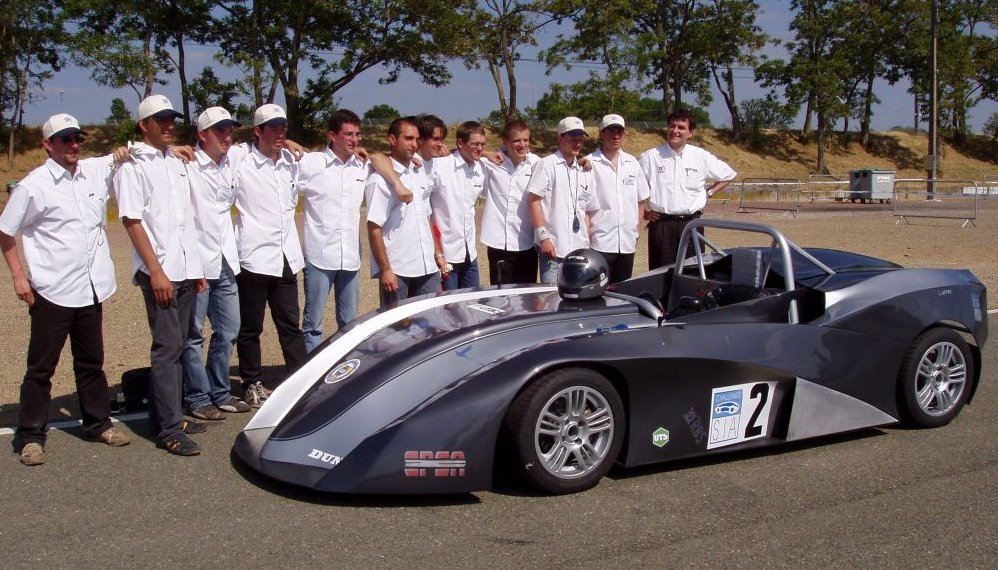
Véhicule thermique TTIM'2006-Colzer : vainqueur du Challenge SIA'2006 sur le circuit des 24 Heures.

Le 28 mars 2003, les statuts de l'écurie sont déposés et son 1er président est Julien Arrouart (ECL'2004). En 2007, grâce à ses 5 premiers véhicules, dont le remarquable prototype Colzer fonctionnant à l'huile de colza, l'EPSA est la première écurie étudiante à avoir gagné l'ensemble des prix proposés par le Challenge SIA.
En 2009 le prototype Osmoz, 1er véhicule hybride étudiant européen, gagne à la fois le Prix Général du Trophée SIA'2009 et le Prix Michelin de l'Innovation.

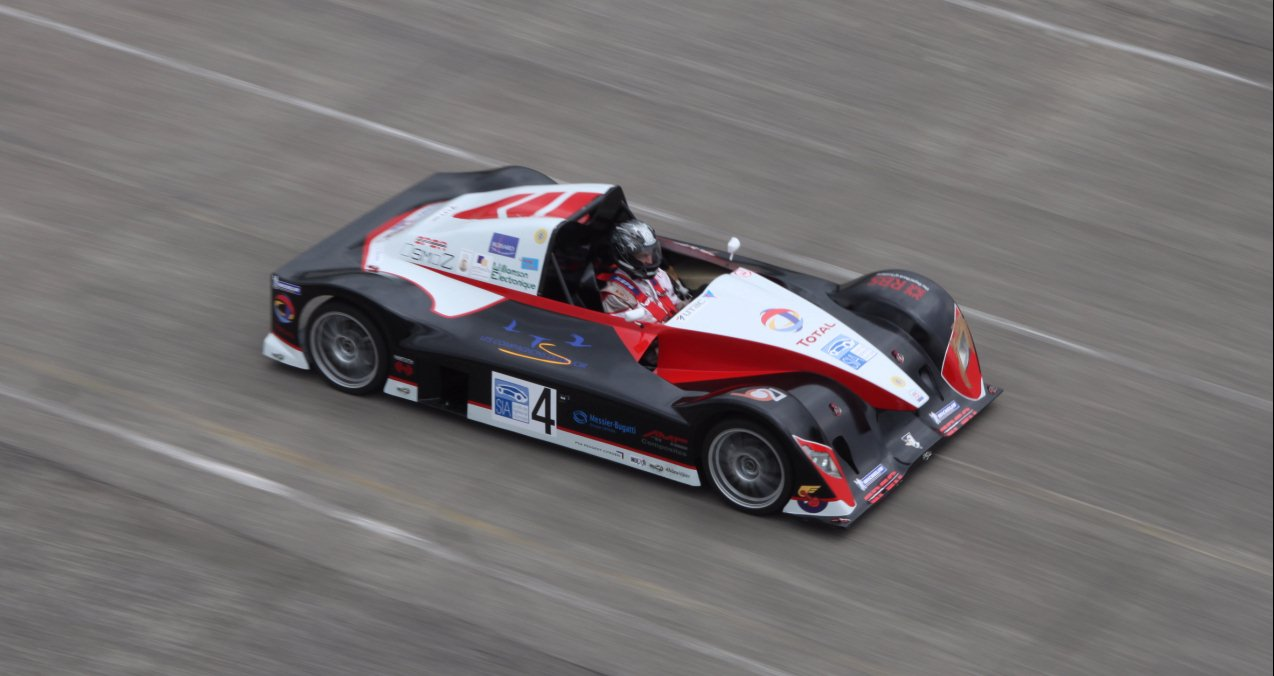
Véhicule hybride TIZY'2009-Osmoz : vainqueur du Trophée SIA'2009 sur le circuit de Montlhéry.

Pour l'édition 2011 du Trophée SIA, l'écurie gagne 50 % des six prix mis en jeu par la SIA et établit un nouveau record pour son palmarès en gagnant simultanément le Prix Michelin de l'Innovation, le Prix Utac de la Sécurité et le Prix de la Communication avec son véhicule hybride Virtuoz.

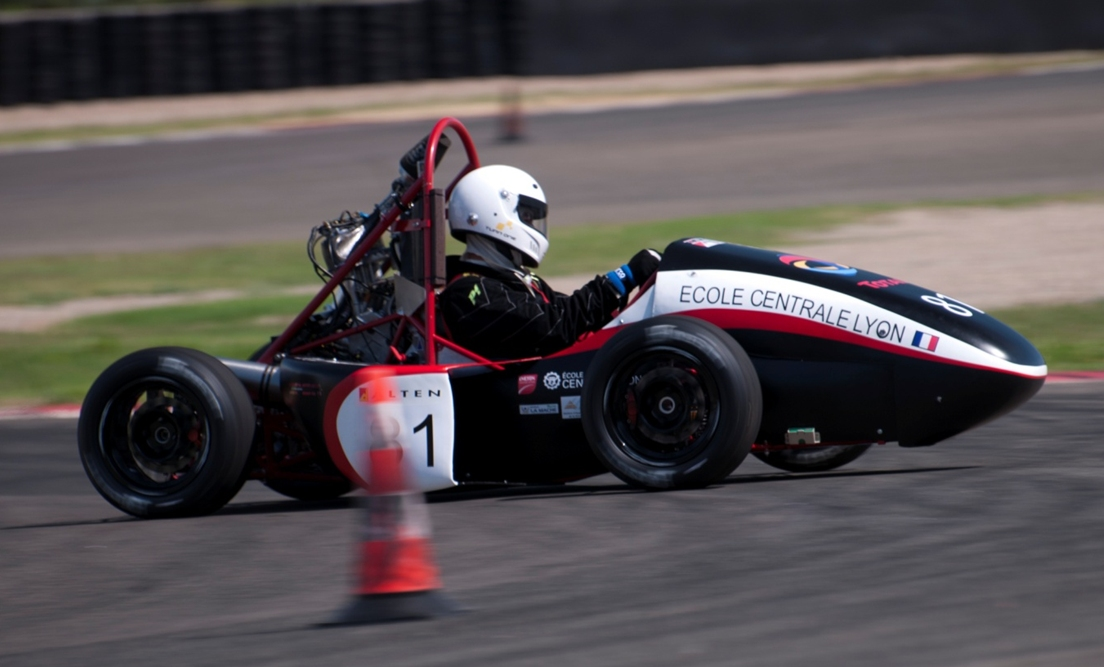
Véhicule thermique STUF'2014-Dynamix récompensé au Formula Student 2015.

En 2013, pour sa première participation au Rallye Monte-Carlo des Énergies Nouvelles, le véhicule hybride Virtuoz gagne le prix "Driver Performance" devant 83 concurrents, sanctionnant ainsi la plus faible consommation énergétique du plateau, avec un véhicule prototype de 851 kg roulant à l'E85.
En août 2014, l'écurie participe pour la première fois au Formula Student avec le véhicule thermique Dynamix v1.0.
En juillet 2015, l'EPSA est récompensée à Silverstone par le prix du "Best New Comer" pour l'engagement de son véhicule optimisé Dynamix v2.0.

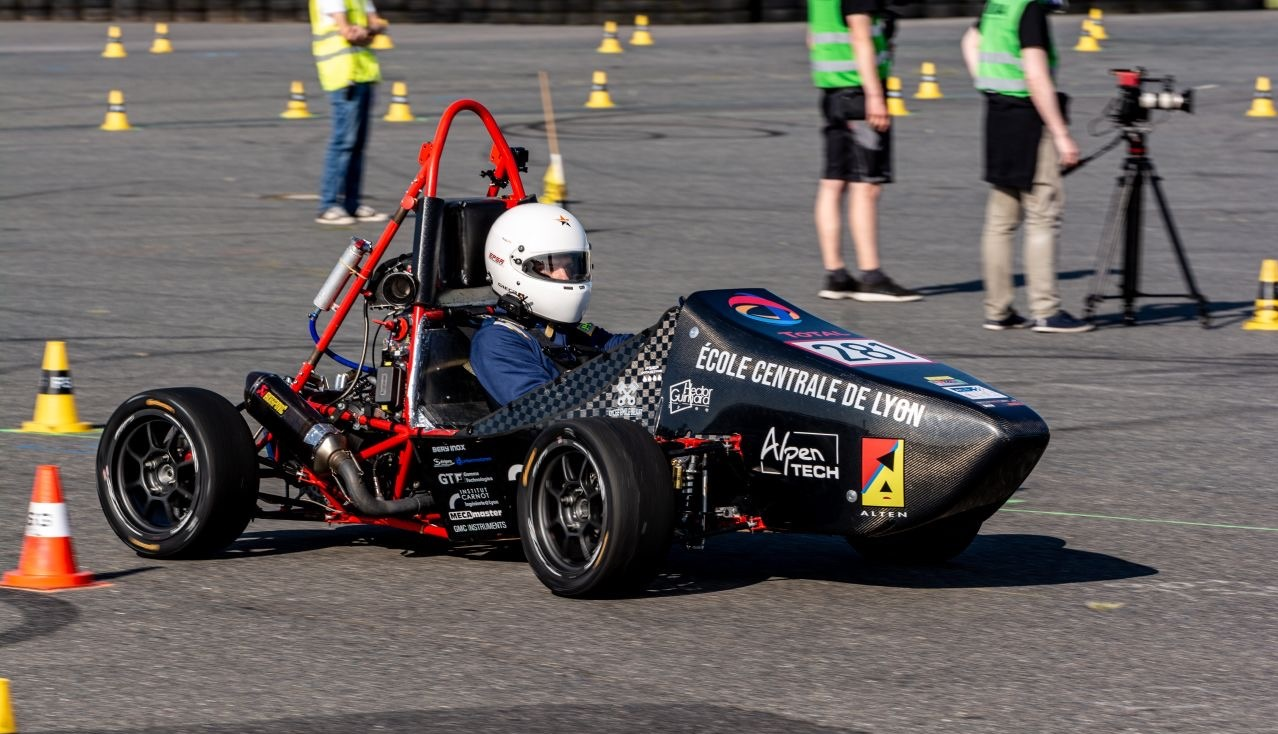
Véhicule thermique STUF'2020-Invictus gagnant l'épreuve d'accélération FSG'2021.

En juillet 2017, Damien Turlay (ECL'13), membre du team EPSA du véhicule Atomix, gagne l'INFINITI F1 Engineering Academy Europe.
En Août 2017, le modèle pédagogique monogénérationnel de l'écurie change pour devenir intergénérationnel avec conception, intégration et validation des prototypes en mixant des élèves-ingénieurs ECL de 1ère, 2ème et 3ème année afin de diminuer la durée projet véhicule de 24 à 12 mois.
En Août 2021, le véhicule thermique Invictus v2.0 gagne l'épreuve d'Accélération Thermique du FSG'2021 à Hockenheim devant 56 concurrents.
En Décembre 2021, l'Ecurie fête ses 20 ans d'existence et tourne définitivement la page thermique de ses prototypes. 

## Filières technologiques

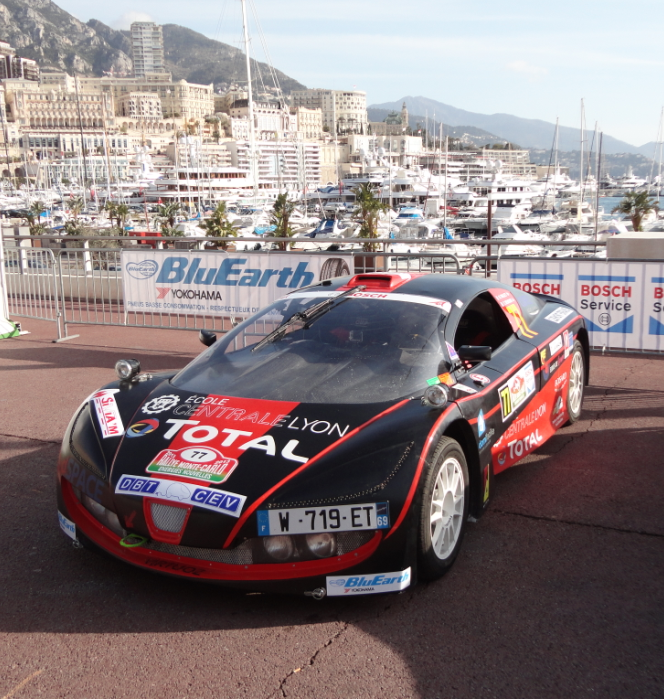
Véhicule prototype hybride TIZY'2011-Virtuoz à Monaco : vainqueur du Prix "Driver Performance" du 14^{ème} Rallye Monte-Carlo des Énergies Nouvelles de 2013.

L'EPSA développe quatre filières technologiques, apparues respectivement en 2002, 2008, 2013 et 2019 :
- filière TTIM des véhicules biplaces à propulsion thermique, aptes à participer au Challenge SIA,
- filière TIZY des véhicules biplaces hybrides, aptes à participer au Trophée SIA,
- filière STUF des véhicules mono-places thermiques, aptes à participer au Formula Student,
- filière ELIZ des véhicules mono-places électriques, aptes à participer au Formula Student.

## Objectifs pédagogiques

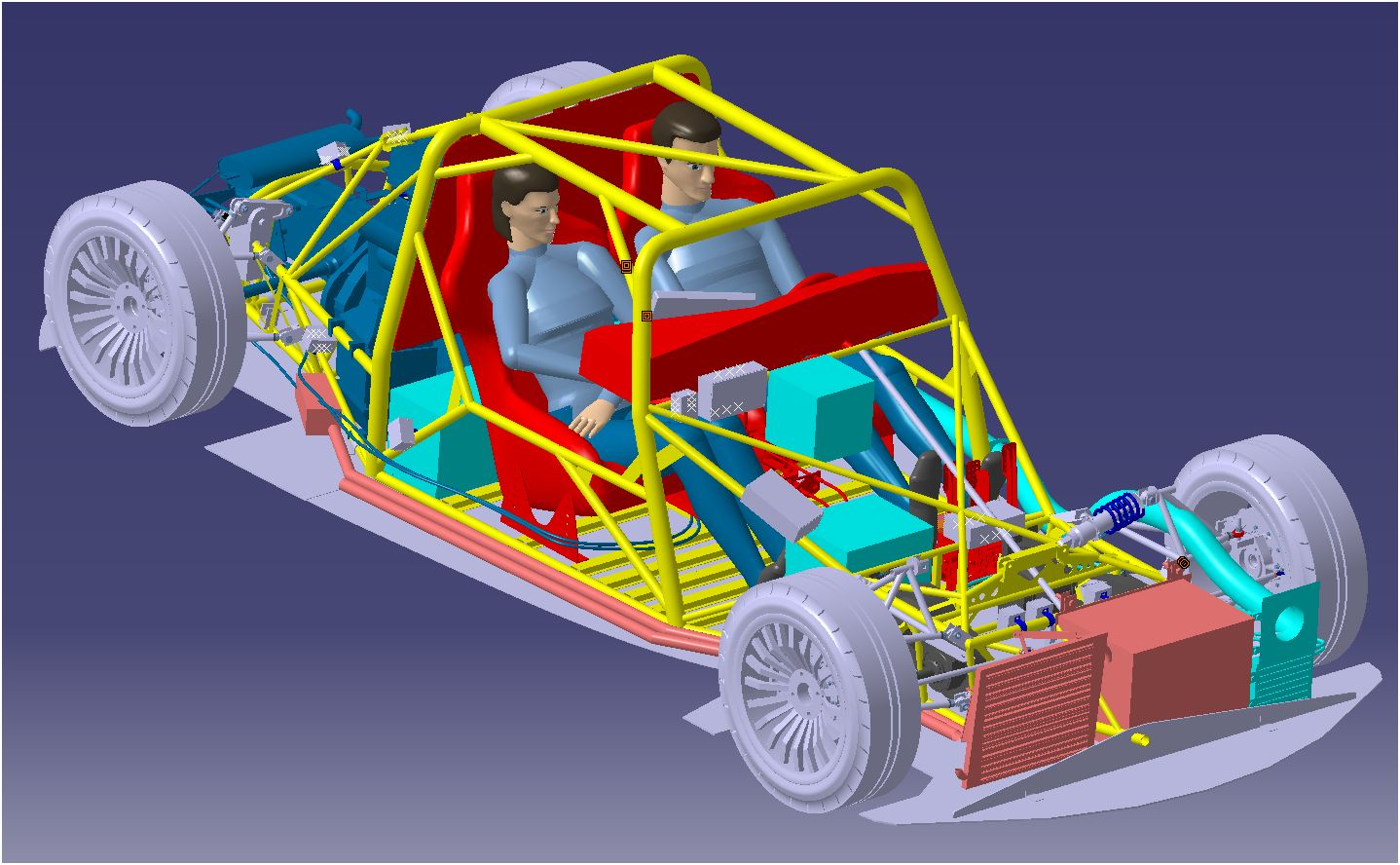
Maquette numérique détaillée du véhicule hybride TIZY'2010-Symbioz.

Lors de la conception, de la fabrication et de la validation des véhicules, les élèves-ingénieurs de l'ECL acquièrent des connaissances notamment en ingénierie numérique, en ingénierie système, en gestion de projet complexe, en gestion financière, en organisation industrielle ... mais également des connaissances plus générales lors de l'intégration et la mise en compétition des prototypes,.
Une stratégie intensive de partenariats pédagogiques développe alors - en mixité sociale et professionnelle - les compétences de jeunes experts en devenir. La chronologie de l'éco-système des partenariats activés est :
- en 2002 : les Compagnons du Devoir pour la maîtrise des procédés de fabrication, principalement pour les châssis et carrosseries des véhicules,
- en 2003 : le Lycée professionnel des métiers de l'automobile Émile-Béjuit, essentiellement pour l'ingénierie motorisation et le soutien logistique aux essais,
- en 2005 : l'École de production Boisard - cf école de production - pour les réalisations mécaniques en Commande Numérique de la liaison au sol[10],
- en 2007 : l'École Catholique des Arts et Métiers pour la conception et la réalisation de bancs d'essais,
- en 2009 : l'École de production La Giraudière - cf école de production - pour la réalisation du châssis mécano-soudé,
- en 2009 : l'École de Design de Condé pour les esquisses et le design intérieur et extérieur des véhicules,
- en 2010 : l'École La Mache pour le dimensionnement et la production de composants mécaniques,
- en 2011 : l'École de Management de Lyon pour la communication et le développement partenarial,
- en 2016 : l'École nationale d'ingénieurs de Saint-Étienne pour l'ingénierie des boites à chocs,
- en 2019 : le Lycée polyvalent Aragon-Picasso de Givors pour l'ingénierie des essais sur banc,
- en 2020 : le Lycée polyvalent Hector Guimard pour la fabrication additive de carters métalliques,
- en 2021 : l'Ecole de Design Strate College de Lyon pour le design ergonomique du cockpit pilote,
- en 2022 : le Lycée professionnel Fernand Forest pour la soudure des équipements du châssis équipé.

Une stratégie intensive de Knowledge Management est également mise en place depuis 2006 avec notamment :
- depuis 2006 : déploiement de l'Ingénierie Système Assurée par les Connaissances pour le développement des véhicules prototypes[12],
- depuis 2008 : mise en place d'une Académie de diplômés ECL - anciens membres EPSA - contribuant au processus pédagogique[13],
- depuis 2010 : mise en place d'une Boite de Connaissance collaborative EPSAbox, véritable "wikipédia intelligent" de l’Écurie.

## Palmarès de l'EPSA

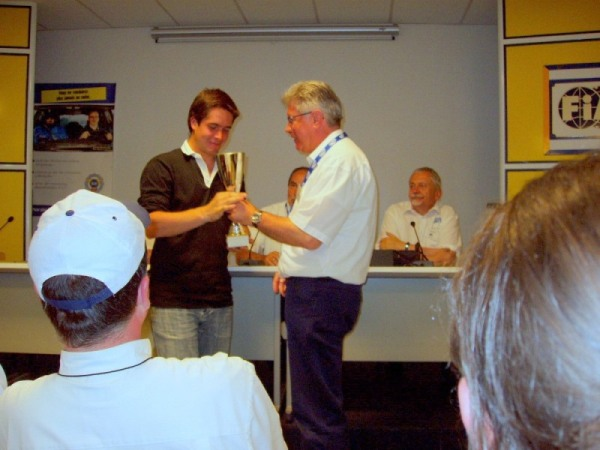
Remise du Prix ACO de la Performance du Challenge SIA'2007 à l'EPSA.

Dès 2007, l'écurie est la seule équipe à avoir gagné l'ensemble des prix du Challenge SIA. En 2008, un nouveau prix du Design est mis en jeu au sein de la compétition qui devient le Trophée SIA.
En détail, le palmarès de l'Écurie au Trophée SIA est le suivant :
- prix de la Communication du Challenge SIA : gagné 3 fois en 2004, 2011 et 2012,
- prix UTAC de la Sécurité du Challenge SIA : gagné 4 fois en 2003, 2004, 2008 et 2011,
- prix MICHELIN de l'Innovation du Challenge SIA : gagné 3 fois en 2006, 2009 et 2011,
- prix SIA du meilleur Résultat Global du Challenge SIA : gagné 2 fois en 2006 et 2009,
- prix ACO de la Performance du Challenge SIA : gagné 1 fois en 2007,
- prix du Design : non encore gagné.

Les prix complémentaires gagnés sont :
- 2010 : Grand Prix de la Mécatronique EMM'2010 de l'Association Thésame[14],
- 2013 : Prix "Driver Performance" du Rallye Monte-Carlo des Énergies Nouvelles[15],
- 2015 : Prix "Best New Comer" du Formula Student à Silverstone,
- 2021 : 3 prix aux Compétitions FSN, FSA et FSG dont la 1ère place à l'accélération thermique du FSG [16].

## Véhicules prototypes de l'EPSA

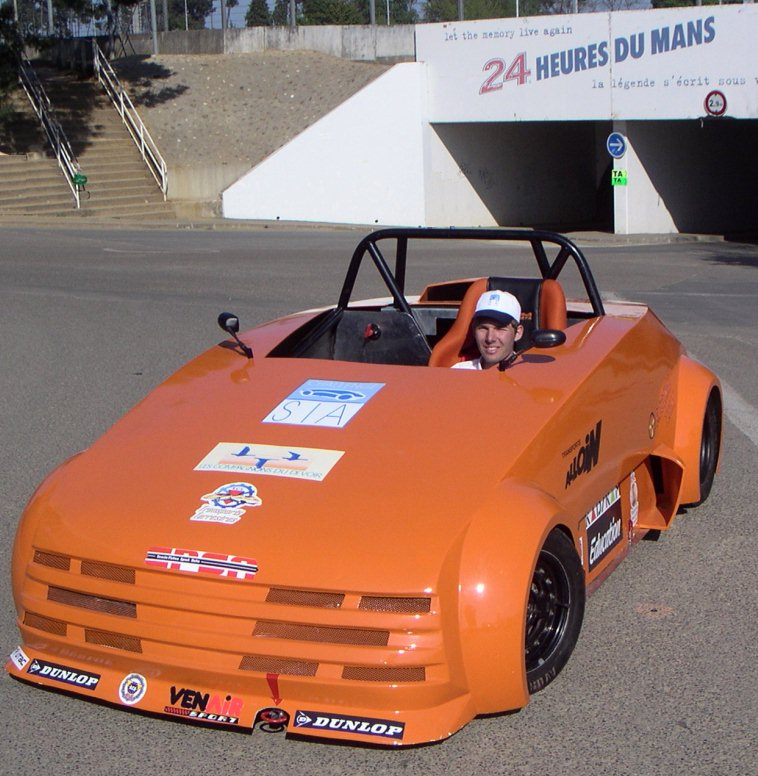
Véhicule thermique TTIM'2004-Razza au circuit du Mans : dernier véhicule de l'Écurie motorisé par un moteur de moto.

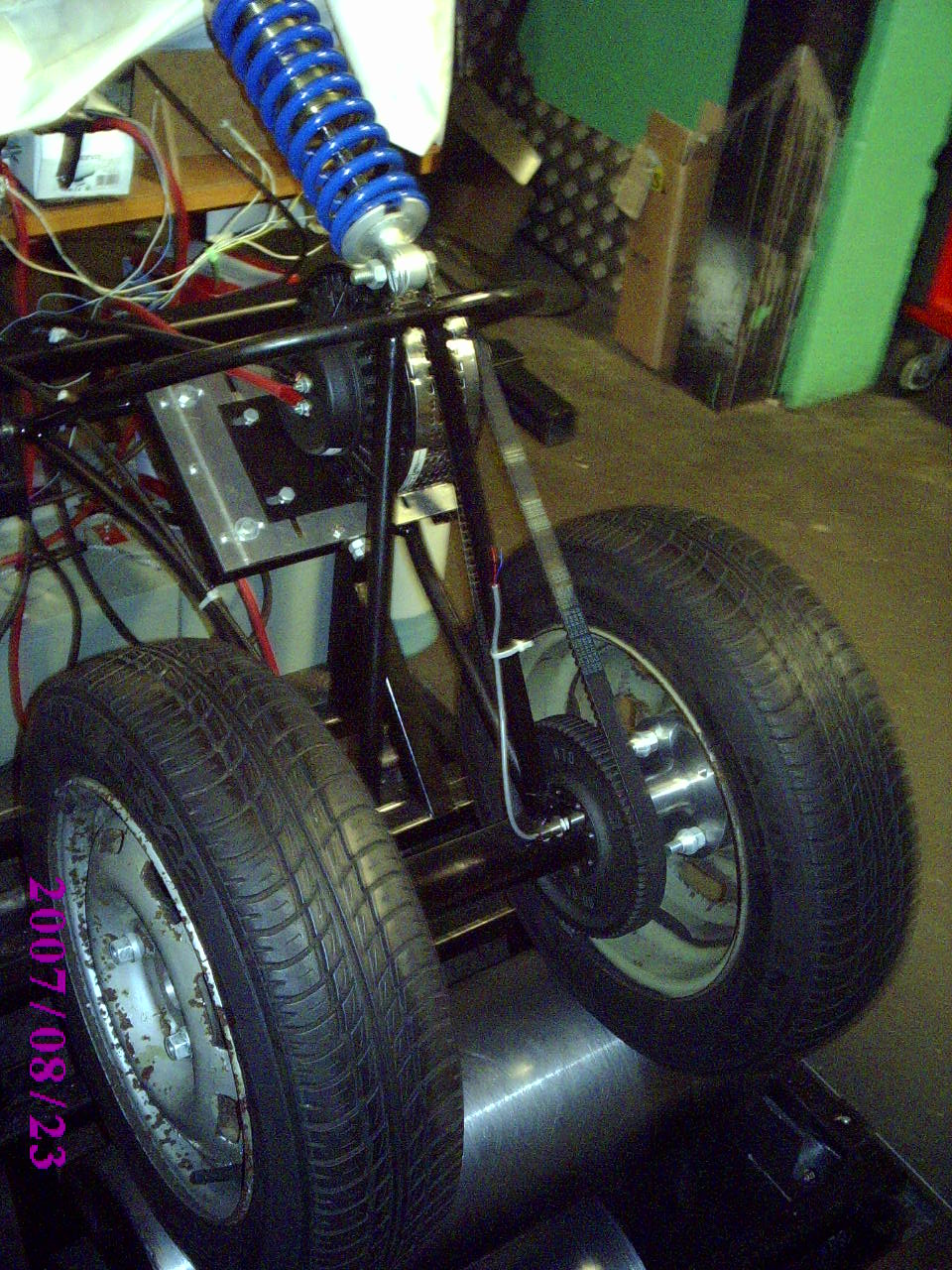
Banc d'essai Benchy pour la validation des lois de commande de la régulation des moteurs électriques.

Filière TTIM (propulsion thermique biplace) - initiée en 2001
- Véhicules conçus, fabriqués et validés
  - Winttim (2002) : moteur essence Honda 900 CBR - voir le clip Winttim.
  - Twistee (2003) : moteur essence Honda 900 CBR - voir le clip Twistee.
  - Razza (2004) : moteur essence Honda 900 CBR
  - Colzer (2006) : moteur PSA Citroën C3 au biogazole - voir le clip Colzer.
  - 6zer (2007) : moteur PSA Citroën C3 au biogazole - voir le clip 6zer.
  - Weazer (2008) : moteur PSA Citroën C3 au bioéthanol E85

Filière TIZY (propulsion hybride biplace) - initiée en 2008
- Véhicules conçus, fabriqués et validés
  - Osmoz (2009)[17] - voir le clip Osmoz.
  - Symbioz (2010)[18]
  - Virtuoz (2011)[19] - voir le clip Virtuoz.
  - Hypnoz (2012)[20]
  - Psychoz (2013)[21]

Filière STUF (propulsion thermique monoplace) - initiée en 2013
- Véhicules monogénérationnel conçus, fabriqués et validés en 2 ans
  - Dynamix (2014)[22] : moteur essence Honda 600 CBR - voir le clip Dynamix.
  - Atomix (2015)[23] : moteur essence Honda 600 CBR - voir le clip Atomix.
  - Kinetix (2016)[24] : moteur essence Honda 600 CBR - voir le clip Kinetix.
  - Olympix (2017)[25] : moteur essence Honda 600 CBR - voir le clip Olympix.
  - Vulcanix (2018) : moteur essence Honda 600 CBR - voir le clip Vulcanix.
  - Optimus (2019) - moteur essence Honda 600 CBR - voir le clip Optimus.
  - Invictus (2020) - conçu en intergénérationnel 1A/2A/3A - voir le clip Invictus.

Filière ELIZ (électrique batterie monoplace) - initiée en 2019
- Véhicule en cours de conception
  - Valkyriz (2021) - véhicule full électrique conçu

## Anecdotes

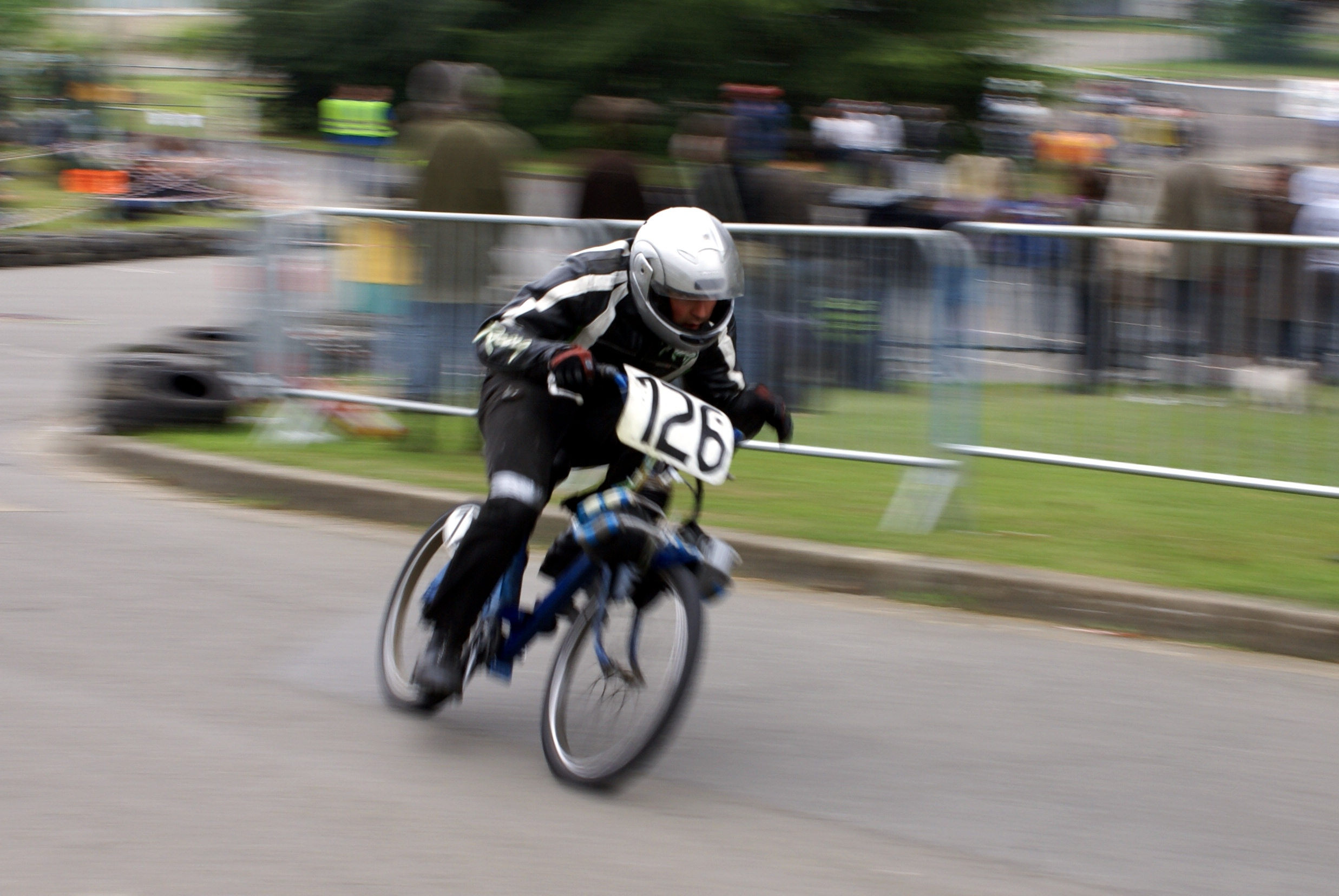
Course de Solex pendant le festival Rock'n Solex 2009 à Rennes.

- L'Ecurie EPSA succède au Club Solex de l'ECL dont les locaux sont récupérés en 2002.
- Durant l'été 2020, la pandémie de Covid-19 en Europe empêche l'EPSA de participer aux compétitions du Formula Student.
- En février 2019, un violent incendie détruit l'atelier productique [26] du Partenaire Pédagogique Boisard qui fabrique la liaison au sol du prototype Optimus de la saison 2019.  Grâce à l'appui agile du Partenaire Pédagogique La Mache auprès de son confrère, une 2ème liaison au sol est produite à nouveau en moins de 6 semaines.
- Pour l'anniversaire de ses 10 ans le 4 février 2012, Ecully bat un record de froid sibérien[27]. Malgré cela, le 1er véhicule hybride Osmoz démarre parfaitement 3 années après sa réalisation et recharge de sa batterie. Quelques tours de roues sont alors réalisés par -12 °C.
- Bien que parfaitement terminé et intégré en 2004, le véhicule Razza ne roula jamais car il ne démarra jamais, le calculateur électronique ayant été grillé par une soudure à l'arc malencontreuse lors d'une réparation d'urgence sur le châssis. Il gagna néanmoins le Prix de la Sécurité et le Prix de la Communication du Trophée SIA'2004.
- Le logo de l’Écurie a été dessiné par Etienne Voillequin (ECL'2005), Centralien devenu designer pour le monde de l'automobile.
- Apparition en 1874 du terme « piston » dans son acception centralienne : selon le Lexis (Dictionnaire érudit de la Langue Française de Larousse) :
  - PISTON n. m. (de piston 1 [*], à cause de l'insigne du calot; 1874). Arg. scol. Candidat à l'école centrale; classe où l'on prépare le concours d'entrée à cette école; l'école centrale.
- De nombreux diplômés ECL ayant été formés par l'EPSA ont intégré la compétition automobile, en particulier la Formule 1.  Citons notamment Damien Turlay (ECL'13) qui gagne la finale européenne de l'Infiniti Engineering Academy [28] et intègre Renault F1 Team en 2017.